# Marlene Charell
Marlene Charell, nascida Angela Miebs, (Winsen, Alemanha, 27 de julho de 1944), é uma apresentadora, e dançarina entre 1968 e 1970 do Lido de Paris. Foi a apresentadora do Festival Eurovisão da Canção 1983.